# Alexis Presse
Alexis Presse OCSO / OCist (* 26. Dezember 1883 in Plouguenast als Mathurin Étienne Marie Presse; † 1. November 1965 in der Abtei Boquen bei Plénée-Jugon, Département Côtes-d’Armor, Bretagne) war Zisterziensermönch sowie Neugründer und Abt der Abtei Boquen in der Bretagne.

## Leben
Der Bretone Mathurin Presse wurde am 3. Februar 1903 in der Trappistenabtei Timadeuc (Bretagne) eingekleidet und erhielt den Ordensnamen Alexis. Er legte die zeitliche Profess am 11. Februar 1905 und die Feierliche Profess am 16. Februar 1908 ab. Auf die Priesterweihe am 29. Juni 1908 folgten Jahre des Studiums des Kirchenrechts in Rom, die er 1913 mit dem Doktorat abschloss. 1918 wurde er Professor in der Abtei Bonnecombe bei Rodez und 1923 Professor in der Abtei Tamié bei Seythenex. Bei der Erarbeitung der Konstitutionen für die Zisterzienserinnen der Strengen Observanz wirkte er aufgrund seines geschichtlichen und kanonistischen Wissens maßgeblich mit. Am 25. November 1925 wurde er zum Abt von Tamié gewählt. Durch Bischof Dominique Castellan erfolgte am 15. Dezember 1925 die Benediktion. Unter ihm blühte das vom heiligen Erzbischof Pierre II. de Tarentaise (1102–1174) gegründete Kloster wieder auf. Auf vielfältige Weise versuchte er, die Abtei Tamié zur ursprünglichen zisterziensischen Spiritualität zurückzuführen. Seine Begeisterung für die Mission aber brachte ihn mit dem Generalabt der Trappisten in Konflikt; Presse wurde 1936 abgesetzt und durfte nicht nach Tamié zurückkehren.
Er ging mit einer kleinen Gruppe von zeitlichen Professen (Mönchen, die noch nicht die Feierlichen Gelübde abgelegt hatten), von Tamié (Savoyen) nach Boquen bei Plénée-Jugon (Bretagne) an der alten Römerstraße von Vannes nach Corseul. Dort erbaute er unter größten Schwierigkeiten aus den Ruinen der alten Abtei Ste. Marie-de-Boquen (1137 von Olivier II., Graf von Dinan, als Zisterzienserkloster errichtet, 1790 untergegangen) ein Kloster, das dem „Urzustand“, einer „Cella“, nahekam, um dort seinem spirituellen Ideal nachzustreben. Dazu wollte er ein Leben nach der wörtlichen Auslegung der Regel des Benedikt von Nursia führen, frei von späteren Abmilderungen oder Zusätzen. Über seine Auffassung vom benediktinisch-zisterziensischen Leben schrieb er Aufsätze in Fachzeitschriften.
1936 wurde Boquen trotz des Protestes des Generalabtes der Trappisten als Kloster diözesanen Rechtes errichtet; der Bischof von Saint-Brieuc war der Neugründung wohlgesinnt. Im Jahr darauf beging die kleine Gemeinschaft feierlich die 800-Jahr-Feier der ursprünglichen Abtei, die im gleichen Jahr in die Liste der „Historischen Monumente“ aufgenommen wurde. Erst 1939 verfügte das Kloster über Speisesaal, Bibliothek und eine (immer noch provisorische) Kapelle.
Im Zisterzienserorden wurde die neue Niederlassung in Boquen von Presses Freund Matthäus Quatember gefördert. Das Generalkapitel von 1950 stimmte dafür, die Gemeinschaft in den Zisterzienserorden aufzunehmen. Dom Alexis wurde zum Abt ernannt. In Boquen wurde eine ursprüngliche Form des Zisterzienserritus für die Feier der Messe rekonstruiert. Zum 75. Geburtstag wurde ihm eine Festschrift (Le message des moines à notre temps) gewidmet, zu der zwei Kardinäle und der Generalabt Grußworte schrieben: eine äußere Anerkennung seines Aufbauwerkes.
Presse verzichtete 1964 aus Altersgründen auf seine Abtswürde. Boquen wurde 1965 zur Abtei erhoben und die restaurierte Kirche wurde konsekriert. Presse wohnte der Zeremonie schwerkrank, auf einer Trage liegend, bei und starb zwei Monate später. Sein Grab befindet sich in der von ihm erbauten Kirche.
Boquen erlebte wieder unruhige Zeiten, als Presses Nachfolger, Prior Bernard Besret, zu einer der meist umstrittenen Gestalten im katholischen Umfeld der 1968er Jahre in Frankreich wurde. Besret gründete dann eine neue Gemeinschaft. Ab 1973 gehörte Boquen nicht mehr zum Orden der Zisterzienser; 1976 erlosch unter dem Priorat von Guy Luzsénszky (1973–1976) das monastische Leben.
Heute trägt Kloster Boquen den Titel Monastère Notre-Dame de la Croix-Vivifiante und wurde von 1976 bis 2010 von Mitgliedern der „Fraternité des Petites Soeurs de Bethléem“ (auch: „Moniales de Bethléem et de l'Assomption de la Vierge et de St Bruno“) bewohnt. Im Januar 2011 übernahm die Gemeinschaft Chemin Neuf das Kloster.
Alexis Presse und das Kloster in Boquen sind Hauptmotive in zwei Romanen: L’Âme obscure (1929, erster Roman des berühmten Autors Henri Daniel-Rops) und Les Illuminés (1948, von Béla Just). Daniel-Rops konvertierte 1931 zum Katholizismus unter Presses Begleitung; er wurde 1955 in die Académie française gewählt. Seine 9-bändige Kirchengeschichte ist bekannt.
Das geistige Erbe von Dom Alexis Presse wird heute in der Abtei Sainte Marie de Boulaur und im Priorat Sainte Marie de Rieunette gepflegt.

## Werke
- "Le métier de contemplation." In: Le message des moines à notre temps. Libraire Arthéme Fayard, Paris 1958, S. 121–138.
- "Aperçu sur les derniers temps de l'ordre cistercien en France avant la Révolution." In: Revue Mabillon, 1957, Bd. 47, S. 183–199.
- A l'école de Saint Benoît. La Rameau, Paris 1954.
- Les plus beaux écrits de Saint Bernard. (mit Henri Daniel-Rops) La Colombe, Paris 1947.
- La réforme de Cîteaux. Ed. Bernigaud, 1932.